# Evangelische Kirche Weidenhausen (Meißner)

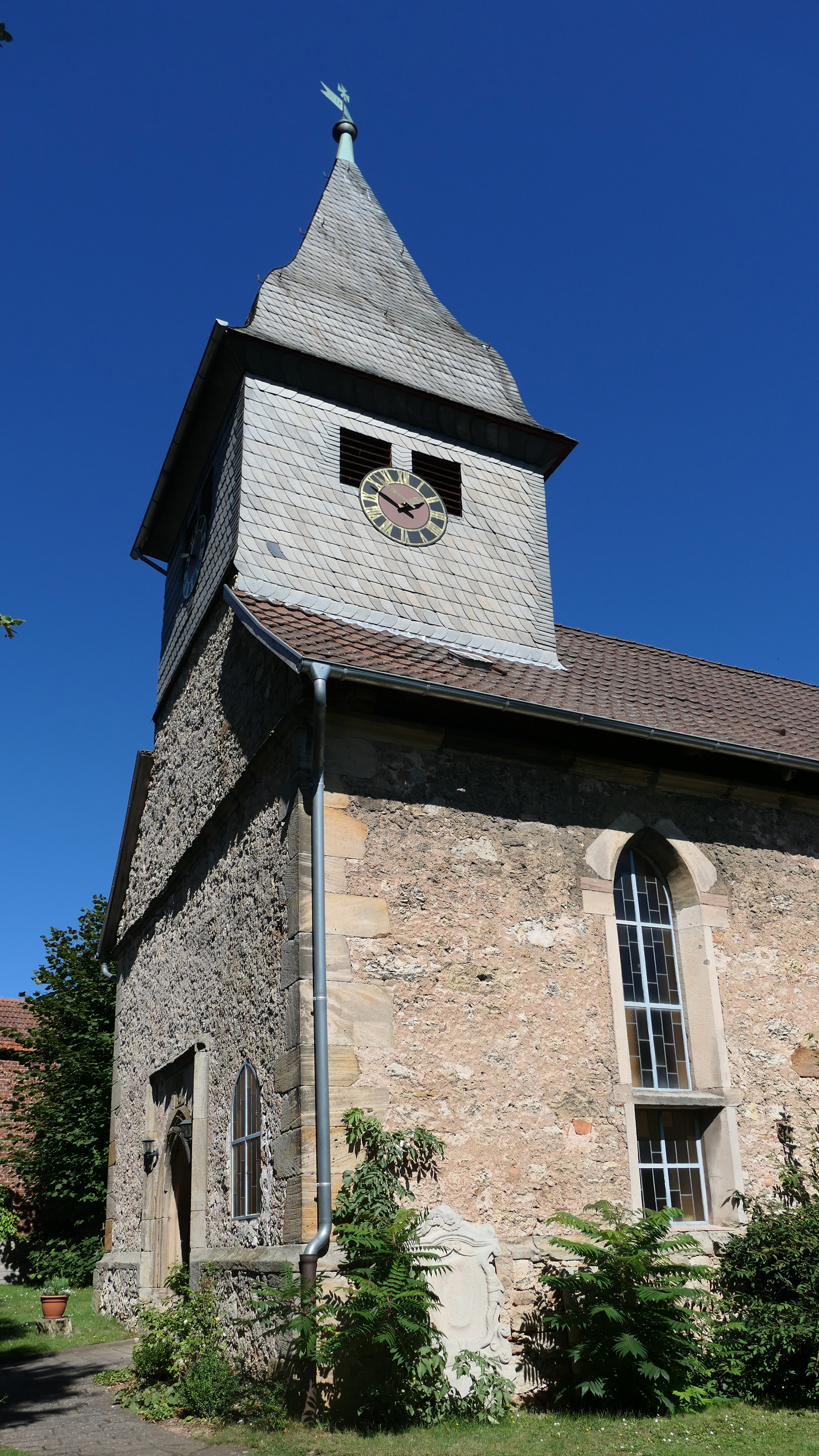
Türmchen über dem westlichen Eingang

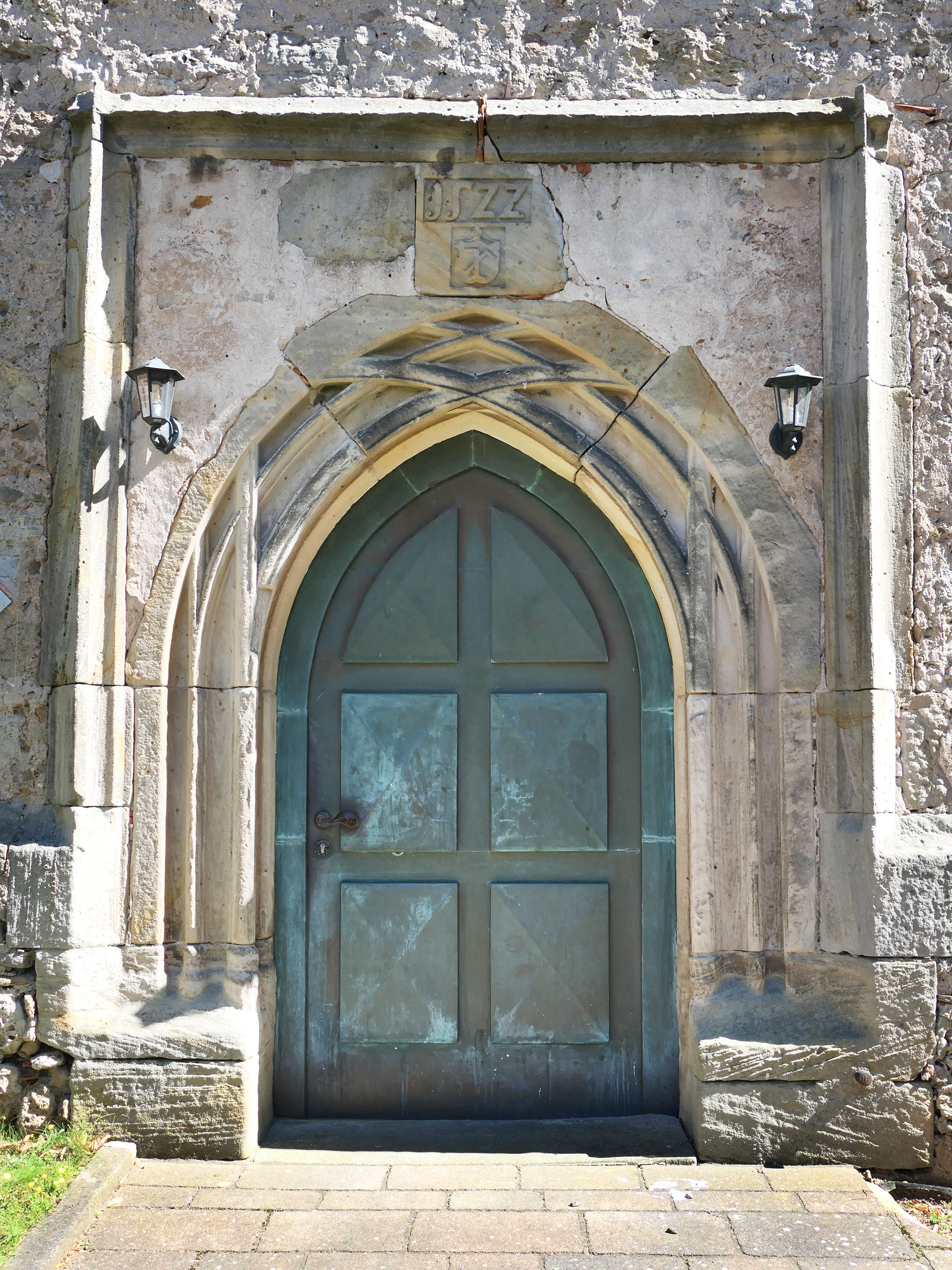
Westportal

Die Evangelische Kirche Weidenhausen ist ein denkmalgeschütztes Gebäude im Ortskern von Weidenhausen, einem Ortsteil der Gemeinde Meißner im nordhessischen Werra-Meißner-Kreis. Es wird angenommen, dass die Kirche das älteste Gebäude im Dorf ist. Sie wurde kurz vor Einführung der Reformation im Jahr 1522 erbaut. Diese Jahreszahl findet sich noch über dem westlichen Eingang. Im August 2022 feierte die Kirchengemeinde den 500sten Geburtstag mit einem Festgottesdienst, Mitmachaktionen und einem Stehempfang.

## Geschichte
Erstmals erwähnt wurde Weidenhausen als „Widenhusen“ in einer Urkunde aus dem Jahr 1301, als der Graf Otto von Bilstein, seine Lehnsgüter dem Landgrafen Heinrich verkaufte. In dieser Zeit soll auch bereits eine Kapelle zu Ehren der heiligen Katharina errichtet worden sein. Die jetzige Kirche wurde im Jahr 1522 erbaut. Bis zur Einführung der Reformation ab 1526 unterstand die Kirchengemeinde dem katholischen Archidiakonat Heiligenstadt, das Kirchenpatronat hatte das Kloster Germerode inne. Danach fiel das Patronat und damit die Pfarrstellenbesetzung den Landgrafen von Hessen zu. Im 18. Jahrhundert kam es durch den aufblühenden Salz- und Weinhandel im Meißnergebiet zum wirtschaftlichen Aufschwung im Ort, der bis in das 19. Jahrhundert andauerte. Als mit der wachsenden Zahl der hier lebenden Menschen das Gotteshaus zu klein geworden war, wurde es in der Zeit von 1740 bis 1741 umgebaut und nach Osten hin um den jetzigen Altarraum erweitert. Das Fachwerktürmchen wurde um 1743 errichtet. Danach gab es immer wieder Ausbesserungsarbeiten. Bei einer umfassenden Renovierung im Jahr 1972 ist die Orgel überholt und die alte, gemauerte Kanzel abgebrochen und durch eine hölzerne ersetzt worden. Auch die bunten Fenster, die mit Kupfer beschlagenen Türen sowie die Farbgestaltung der Kirche und des Orgelprospektes wurden erneuert. Bei der Gestaltung der Tür an der Südseite erwiesen sich zwei Treppenstufen als sehr gut erhaltene Grabsteine aus den Jahren 1751 und 1780. Sie stehen heute links und rechts neben der Tür. Im Rahmen der hessischen Gebietsreform wurde Weidenhausen Anfang der 1970er Jahre mit anderen Dörfern zur neu gebildeten Gemeinde Meißner zusammengeschlossen, deren Ortsteil Weidenhausen seitdem ist.

## Kirchengebäude
Die Kirche mit den eingeschnittenen Spitzbogenfenstern wurde aus Feldsteinen in Form eines Langhauses über rechteckigem Grundriss erbaut. Der schlichte Innenraum hat eine an zwei Seiten umlaufende Empore, die über Pfosten mit angedeuteter Schwellung aufliegt. Auf ihr steht an der westlichen Seite die Orgel in klassizistischem Prospekt. Der Steinaltar entstand im Jahr 1558.
Als besonderes Schmuckstück der Dorfkirche wird das 2,50 Meter hohe zentrale Fenster hinter dem Altar angesehen. Entworfen und eingebaut wurde es in den 1990er Jahren von der Werkstatt des Marburger Glasmalers E. Jakobus Klonk. Klonk, dessen Schaffen vielfältige Spuren in Sakralbauten in Hessen und den benachbarten Bundesländern hinterlassen hat, gestaltete in dem bleiverglasten Spitzbogenfenster eine farbenprächtige Darstellung vom „Kommen Gottes in diese Welt“.

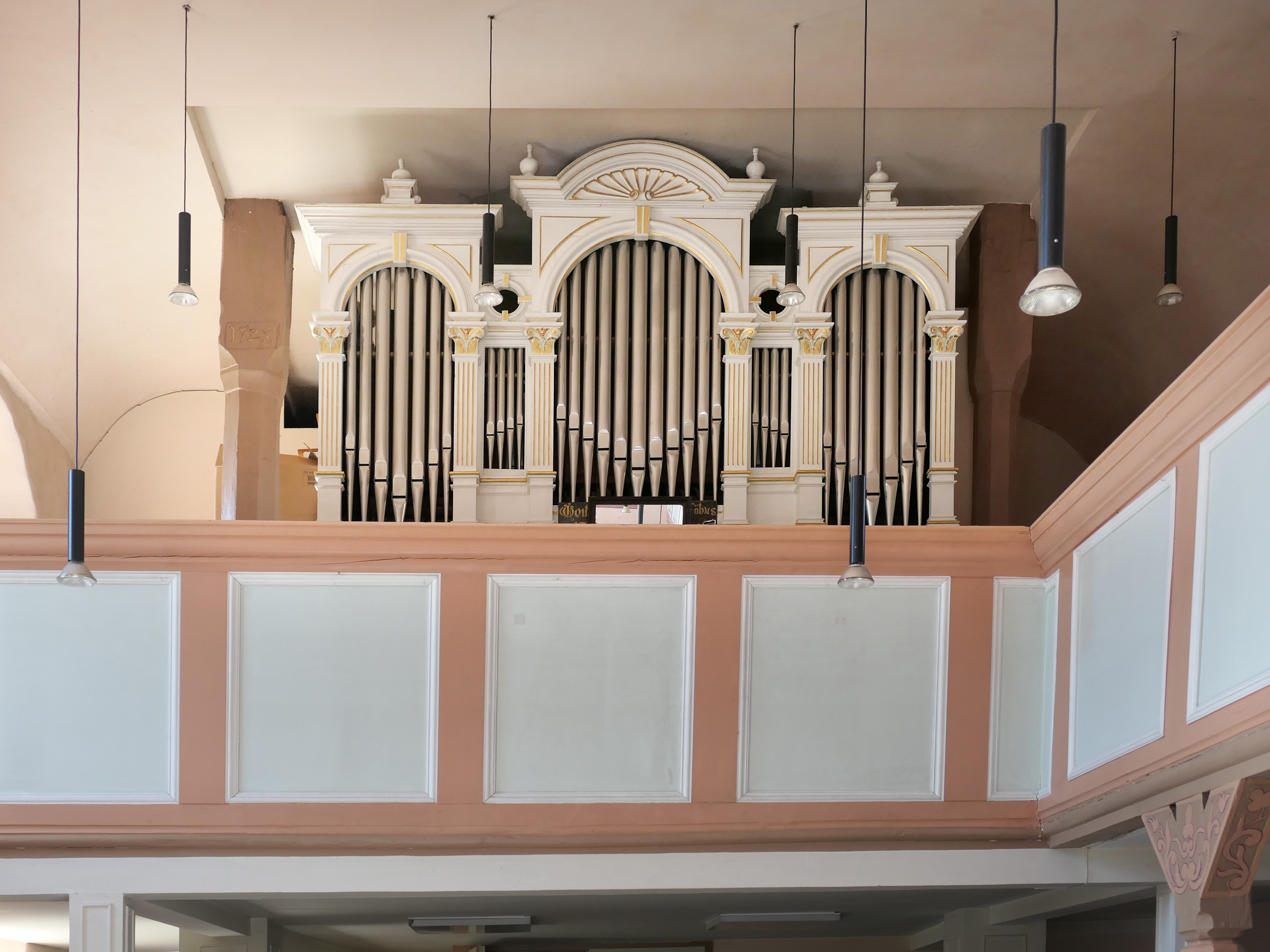
Orgel auf der westlichen Seite
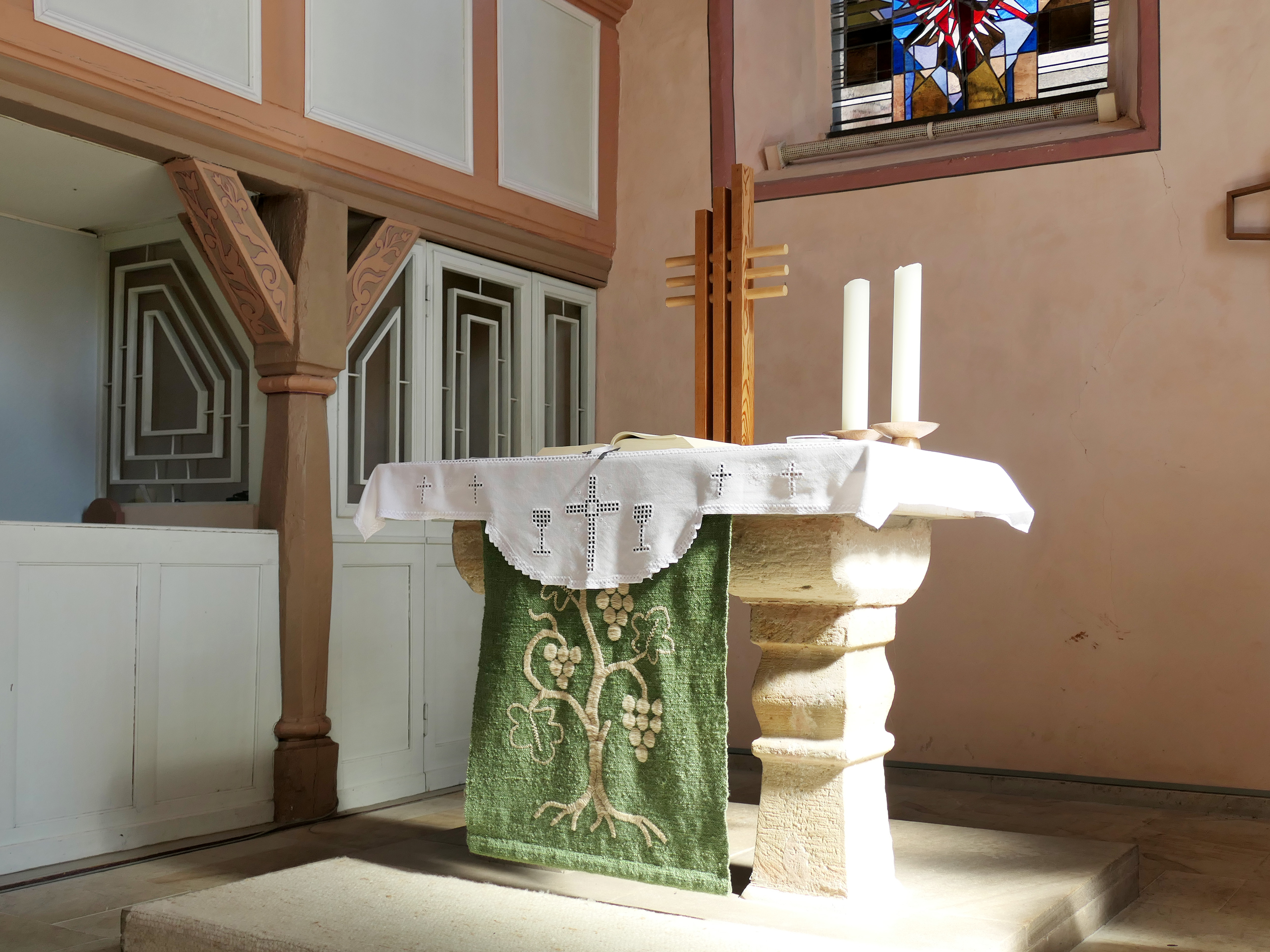
Der steinerne Altar aus dem Jahr 1558

## Kirchhof

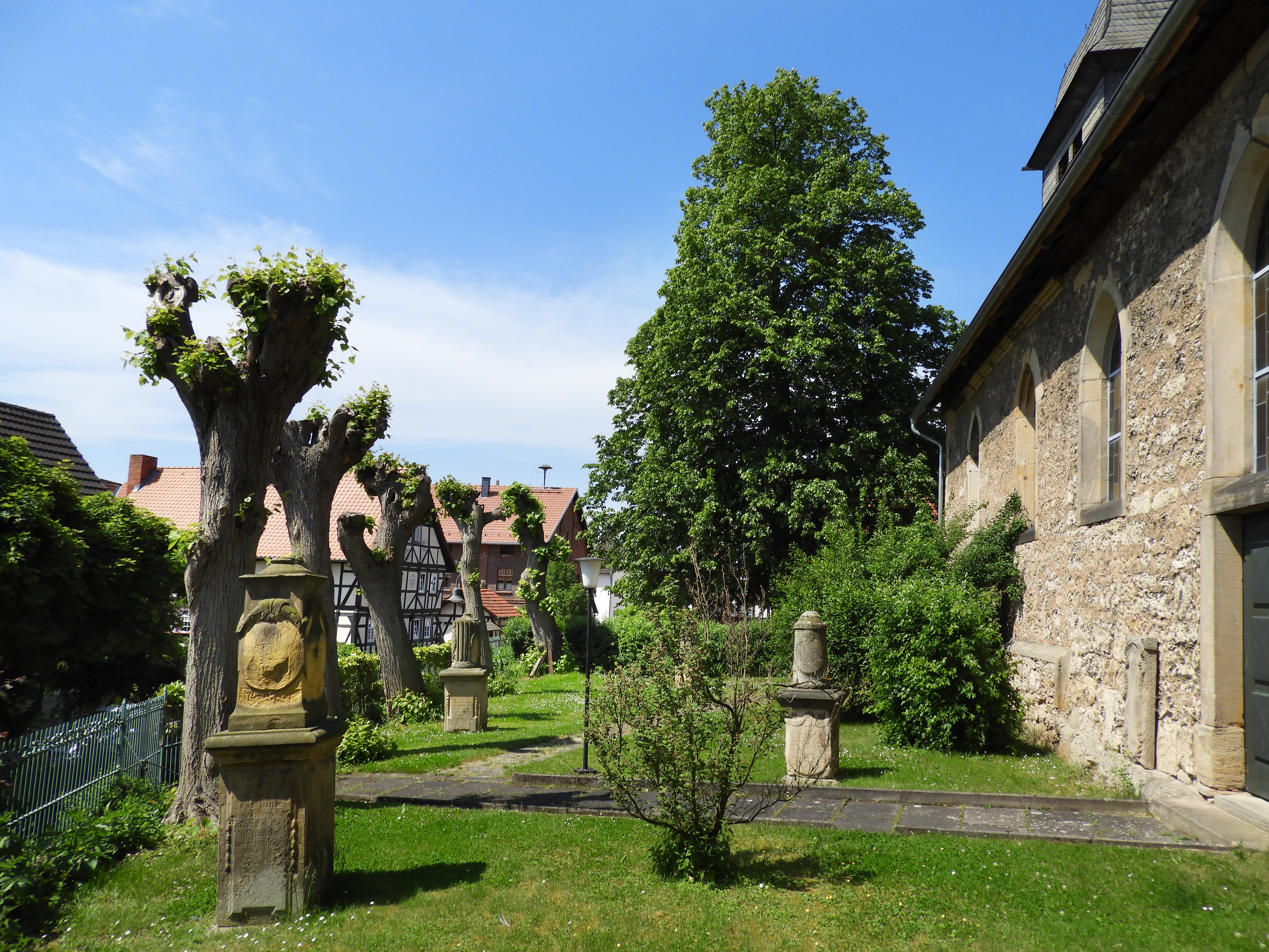
Kirchhof auf der Südseite

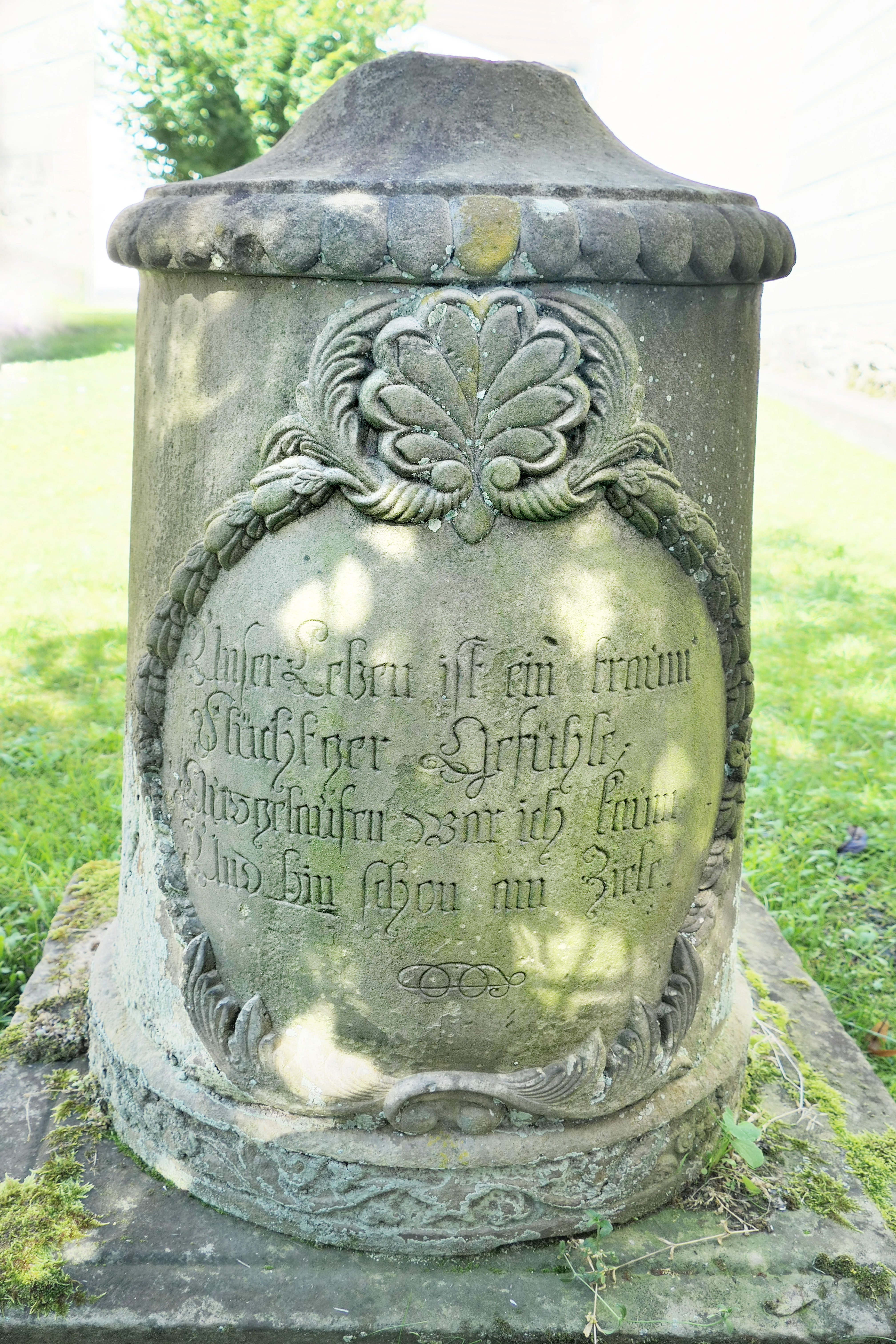
Historischer Grabstein auf dem Kirchhof:
„Unser Leben ist ein Traum
Flüchtger Gefühle;
Ausgelaufen war ich kaum
Und bin schon am Ziele.“

Rund um die Kirche befand sich der früher der Friedhof Weidenhausens. Erst seit der Zeit um 1829 liegt er außerhalb des Dorfes. Auf dem ehemaligen „Todtenhof“ vor der Kirche stehen noch einige beachtenswerte Grabsteine aus dem 18. und 19. Jahrhundert, die die Vergänglichkeit des menschlichen Daseins thematisieren. Umgeben wird der Platz von mehreren Linden, deren Baumkronen bis auf den Stamm zurückgeschnitten werden. Anlässlich der Neuregelung des Naturschutzes im Jahr 1935 sind die Bäume unter der laufenden Nummer 93 in das Naturdenkmalbuch des Kreises Eschwege eingetragen worden und erhielten mit dem Inkrafttreten der Verordnung zur Sicherung von Naturdenkmalen in den Stadt- und Landkreisen des Regierungsbezirks Kassel am 1. November 1936 den Schutz des Reichsnaturschutzgesetzes. In der Liste der Naturdenkmale des Werra-Meißner-Kreises haben die Linden die Nummer ND 636.593 und werden als „rechtsverbindlich festgesetzte Einzelschöpfung der Natur“ durch das Bundesnaturschutzgesetz besonders geschützt. Mit der gleichen Verordnung ist auch die Linde auf dem Anger vor Kirche zum Naturdenkmal erklärt worden.

## Kirchengemeinde
Die Kirchengemeinde Weidenhausens bildet mit den Gemeinden Niddawitzhausen, Eltmannshausen und Albungen das Kirchspiel Niddawitzhausen. In Niddawitzhausen befindet sich auch der Sitz des Pfarramts. Die vier Kirchengemeinden des Kirchspiels gehören mit den Gemeinden der Kirchspiele Niederhone/Oberhone, Oetmannshausen und Reichensachsen zum Kooperationsraum „An der Wehre“, innerhalb der Evangelischen Kirche von Kurhessen-Waldeck, im Sprengel Kassel. Mit der Umsetzung von Sparmaßnahmen soll bis Ende 2025 oder aber bereits zum nächsten Pfarrstellenwechsel das Kirchspiel Niddawitzhausen mit Nieder- und Oberhone zu einem neuen Großkirchspiel zusammengelegt werden.

## Denkmalschutz
Wegen ihrer künstlerischen, geschichtlichen und städtebaulichen Bedeutung ist die Kirche ein geschütztes Kulturdenkmal. Sie befindet sich innerhalb der Gesamtanlage des Ortes, die sich um den Bereich der Kirche mit dem Anger erstreckt und aus geschichtlichen Gründen unter Denkmalschutz steht. Im Denkmalverzeichnis des Landes Hessen hat die Kirche die Nummer 38362 und die Gesamtanlage Weidenhausen die Nummer 38360.